# Wróciłam
Wróciłam – trzeci singiel promujący album zespołu Łzy zatytułowany Historie, których nie było.

## Spis utworów
1. Wróciłam  sł. Anna Wyszkoni muz. Adam Konkol -  3:53
2. Ciszej, ciemniej  sł. i muz. Arkadiusz Dzierżawa -  4:15